# Orso (film 1939)
Orso (Čelovek v futljare / Человек в футляре) è un film del 1939 diretto da Isidor Markovič Annenskij.